# Johann Aeschard
Johann Aeschard(t) (* 25. Januar 1574 in Badersleben; † 4. Januar 1643 in Eisleben) war ein deutscher evangelischer Pfarrer, der als Generalsuperintendent in der Grafschaft Mansfeld wirkte.

## Leben
Aeschard studierte Theologie an den Universitäten Helmstedt und Jena. Er erlangte den Abschluss als Magister und als philosophischer Dozent in Jena. 1602 wurde er Rektor in Quedlinburg und 1604 in Halle (Saale). Ab 1612 wirkte er als Pfarrer und Generaldekan in Mansfeld und ab 1629 als Generalsuperintendent in Eisleben. Neben  Hochschulschriften sind von ihm auch gedruckte Leichenpredigten aus der Eisleber Zeit erhalten. 
Die anlässlich seiner Beisetzung von dem Eisleber Pfarrer Jakob Stöcker gehaltene Leichenpredigt erschien 1643 in Druck. Sie trägt den Titel: Requies Animae, Das ist/ Der Seelen Ruhe. Auß dem VII. Vers. Psalm. CXVI. Bey [...] Sepultur Des [...] M. Johannis Aeschardi, Der Löblichen Manßfeldischen Graffschafft Superintendentis Generalis, wie auch des gesambten Gräfflichen Consistorii in Eißleben Wolverordneten Praesidis, welcher in Christo selig entschlaffen/ den 4. Ianuarii dieses 1643. Jahrs/ und folgends den 8. dieses/ war der Sontag nach dem Newen Jahr/ zur Vesper auff dem Gottes-Acker der Alten Stadt Eißleben [...] zur Erden bestattet worden.